# Тримата Жокери
„Тримата Жокери“ (на английски: Batman: Three Jokers) е американски лимитиран комикс, състоящ се от три броя, издаден през 2020 г. от Ди Си Комикс. Смята се за духовен наследник на Батман: Убийствената шега. Историята е написана от Джеф Джонс и илюстрирана от Джейсън Фабок и Брад Андерсън. В Тримата Жокери Батман, Батгърл и Джейсън Тод следват Жокера, който, изглежда, са трима различни мъже.
Сюжетът на Тримата Жокери е публикуван под марката Ди Си Блек Лейбъл, импринт на Ди Си Комикс, позволяващ на писателите да представят уникални възприятия за героите на Ди Си за зряла аудитория.

## Сюжет
Батман разследва няколко престъпления, извършени по едно и също време от Жокера. Това може да се свързва с възможността да има повече от един Жокер, действащ в Готъм Сити.
Тримата Жокери са посочени така:
- Престъпникът, прагматичният, философски, изненадващо сериозен Жокер от Златния век, който е най-методичният от триото и първоначално е сочен за техен лидер. Твърдейки, че смехът всъщност го боли, личността и поведението му напомнят за най-ранните изяви на Жокера в комиксите. Крайният му план е да превърне Джо Чил в „по-добър Жокер“, достоен да бъде главният враг на Батман, като се има предвид, че актът на Чил да убие родителите на Брус Уейн причини най-много болка в живота на Батман.

- Клоунът, колоритният, шантав майтапчия Жокер от Сребърната ера, който е най-анархистичният от триото. Смята се, че той е Жокера, отговорен за пребиването и убийството на Джейсън Тод. Той има помощник на име Гагсуърт А. Гагсуърт използва сложни шеги в своите престъпления с простата цел да предизвика хаос.

- Комедиантът, поквареният, луд, садистичен психопат Жокер от Бронзовата и съвременната епоха, който е най-хитрият и зъл от триото. Той е Жокера, който застреля и парализира Барбара Гордън в Батман: Убийствената шега. Зад изкривеното си чувство за хумор и зловеща усмивка, той е злонамерено чудовище, което изпитва само злоба към това, което вижда като жесток, непоправим свят. Смята се, че той е оригиналният Жокер и организира серия от събития, които му позволяват да замени Джо Чил като най-голямата болка на Батман.

## В България
Комиксът е издаден в България през 2024 г. от Артлайн Студиос в превод на Здравко Генов, като част от изданието Жокера: Омнибус, съдържащ още четири истории.